# 鈴木雅之 (英文学者)
鈴木 雅之（すずき まさし、1946年11月 - ）は、英文学者、京都大学名誉教授。

## 経歴
新潟大学人文学部英文科で学び、1969年に卒業。東北大学大学院に進み、文学修士号を取得。1975年に博士課程を中退。
その後、山口大学助教授に就いた。1990年に京都大学教養部助教授に転じ、1992年より京都大学大学院人間・環境学研究科教授。1996年、学位論文『幻想の詩学(ウィリアム・ブレイク研究)』を京都大学に提出して文学博士号を取得。2009年に京都大学を退任し、同10月に名誉教授となった。その後は宮城学院女子大学学芸学部英文学科教授として教鞭を執った。2014年3月、同大学を退官。

## 家族・親族
- 妻：鈴木美津子（1948- ）は英文学者。東北大学名誉教授。

1971年東北大学文学部英文科卒、73年同大学院英文学修士課程修了、2002年「ジャン＝ジャック・ルソーとロマン主義時代の英国小説」で文学博士。1973年宮城学院女子大学助手、専任講師、1977年宇部短期大学講師、助教授、1989年山口大学教養部助教授、93年教授、96年同経済学部教授、1998年大阪女子大学教授、2003年東北大学国際文化研究科教授。2012年定年退任、名誉教授。

### 委員・役員ほか
- イギリス・ロマン派学会理事(1995年- )
- イギリス・ロマン派学会 編集委員(2000年- 2004年)
- イギリス・ロマン派学会 会長(2004年4月-2008年3月)
- 日本英文学会『英文學研究』編集委員(2003年4月-2006年3月)
- 日本英文学会 評議委員(2004年4月-2006年3月)
- 関西英文学会 編集委員(2007年4月-2009年3月)
- 関西英文学会 評議委員(2007年4月- )[1]

## 著作
著書
- 『幻想の詩学：ウィリアム・ブレイク研究』あぽろん社 1994

共著
- 『越境する芸術家：現在、ブレイクを読む』松島正一・石塚久郎・今泉容子・高橋裕子共著、英宝社ブックレット 2002
- 『イングリッシュ・ゾーン：グローバルな出会い』鈴木美津子共編著、成美堂 2006